# Cyia Battenová
Cyia Battenová (* 26. ledna 1972 Locust Valley, New York) je americká tanečnice, modelka a herečka.
Jako herečka debutovala v televizi v roce 1995 v seriálu Deníky červených střevíčků, v průběhu 90. let ztvárnila menší role v dalších seriálech, jako jsou Soldier of Fortune, Inc., Policie z Palm Beach či Popular, po roce 2000 se objevila např. v seriálech Detektiv Nash Bridges, Policie New York, Kriminálka Las Vegas, Kriminálka New York, Kriminálka Miami, Drzá Jordan a Plastická chirurgie s. r. o. a např. ve filmu Texaský masakr motorovou pilou: Počátek. Ve sci-fi universu Star Treku hrála celkem tři postavy. V epizodách „Nerozvážnost“ a „Návrat na výsluní“ (1995–1996) seriálu Star Trek: Stanice Deep Space Nine ztvárnila postavu Tory Ziyal, dceru gula Dukata (v dalších dílech ji nahradily jiné herečky). V epizodě „Mezihvězdná rallye“ (2000) seriálu Star Trek: Vesmírná loď Voyager hrála Irinu a v epizodě „Pouto“ (2005) seriálu Star Trek: Enterprise vytvořila Orionku Navaar.
V letech 2002–2005 byla členkou hudební a taneční skupiny Pussycat Dolls.